# Droga wojewódzka 934
Droga wojewódzka 934 (DW934) je silnice, nacházející se v Slezském vojvodství v okresech Bieruńsko-lędziński a Myslovice v jižním Polsku. Její délka je 18 km a spojuje město Myslovice s městem Beruň.
Začíná v městě Myslovice z křižovatky se silnicí DK79, protíná dálnici A4 a spojuje se s rychlostní silnicí S1. Po kilometru opoušří rychlostní silnici a na jihu Myslovic opouští město a směřuje na Imielin, končí východně města Beruň v části Nowy Beruň, kde se napojuje na státní silnici 44.

## Sídla ležící na trase silnice
- Mysłowice (DK79)
- Imielin (S1)
- Chełm Śląski (DW780)
- Beruň (DK44)